# Mihaela Ursuleasa
Mihaela Ursuleasa (27 de septiembre de 1978 - 2 de agosto de 2012) fue una pianista rumana. En 1995, ganó el Concurso Internacional de Piano Clara Haskil. En 2010 fue galardonada con el premio Echo Klassik por su álbum debut, Piano & Forte. Publicó su segundo álbum, Romanian Rhapsody en 2011. 
Ursuleasa fue encontrada muerta en su casa de Viena el 2 de agosto de 2012 a los 33 años.